# Florida cracker horse
De Florida cracker horse is een paardenras afkomstig uit Florida in de Verenigde Staten. Dit kleine veedrijverspaard staat ook wel bekend onder de namen Seminole pony, Chickasaw pony, Florida horse en Florida cow-pony en wordt vaak gebruikt voor trektochten en lange afstandsritten zoals jachten.

## Geschiedenis
Dit ras stamt af van Spaanse paarden die in het begin van de 16e eeuw door de Spaanse conquistador Hernando de Soto naar Florida en omstreken werden gebracht en die vooral door de Chickasaw indianen werden gefokt. Dit droeg ook bij aan het ontstaan van het quarter horse, de banker, de Carolina Marsh Tacky en de chincoteague. De Florida cracker horse is een mengeling van de oorspronkelijk Iberische paarden als de andalusiër, de sorraia, de Spaanse jennet met berber.
De Seminole-indianen werkten als eersten echt met deze paarden, later gebruikten ranchers ze voor het werk met het vee. De Florida cracker horse is overal voor gebruikt, van rijden tot slepen met lasten, werk op het land en het trekken van lichte rijtuigen. Het paard heet 'cracker' omdat het vaak werd bereden door cowboys die crackers werden genoemd. De het landras werd al snel het favoriete rijpaard van de cowboys, omdat deze paarden snel en wendbaar zijn.
Ondanks dat dit een oud landras is, heeft het als ras pas sinds 1989 een eigen stamboek. Met de oprichting van het stamboek en de rasvereniging wordt getracht het ras in ere te houden.

## Uiterlijke kenmerken en eigenschappen
De Cracker is vrij klein van stuk, de stokmaat ligt tussen ongeveer 142 en 152 centimeter. Het paard heeft een fijn hoofd, een rechte neuslijn, een gespierde hals en een schouder met een goede lengte. Verder heeft het een brede, diepe borst met een hellend kruis en een uiterst laag aangezette staart. Dit ras komt voor in alle kleuren, maar de kleuren roan en schimmel komen het meest voor.
Over het algemeen hebben deze paarden veel temperament en zijn ze ook vriendelijk en sociaal. Het zijn snelle paarden doordat ze als extra gang de running walk beheersen, hetgeen een snelle variant van de tölt is. Bovendien is dit paard, ondanks zijn kleine formaat, in staat een volwassen man de hele dag te dragen.

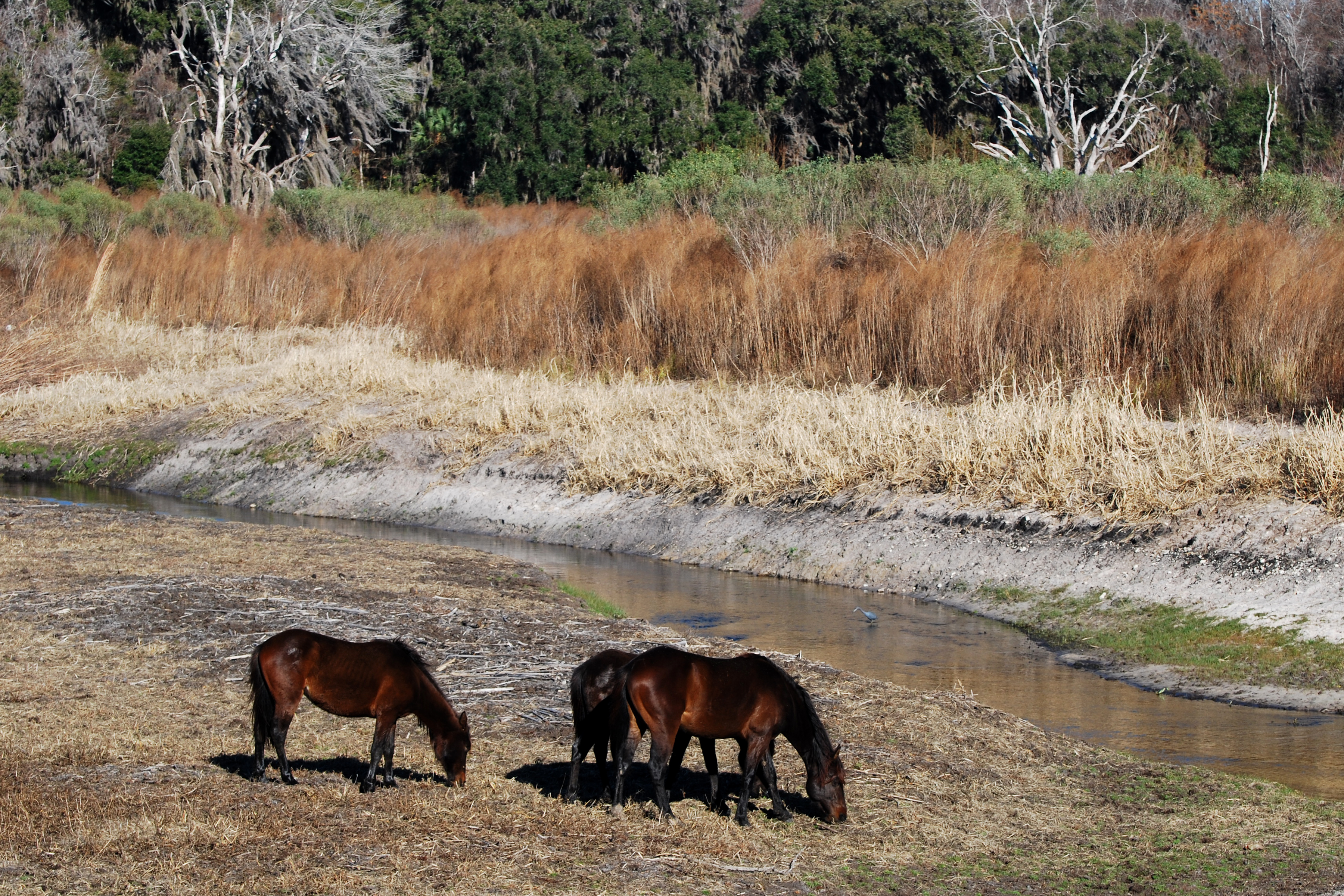
Cracker horses
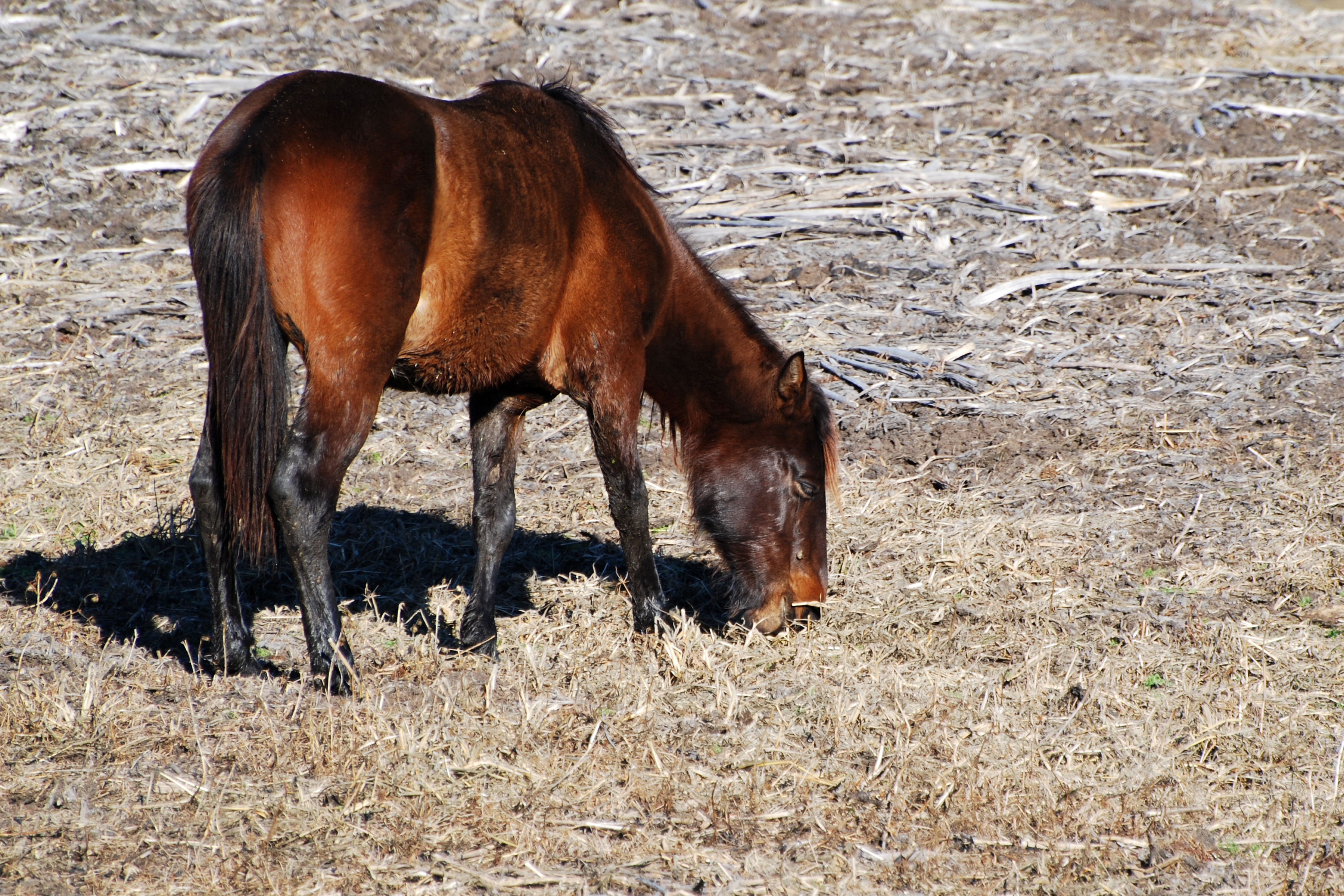
Cracker horse